# Cela (Almería)
Cela es una entidad singular de población y pedanía española perteneciente al municipio de Lúcar, en la provincia de Almería. Está situada en la parte centro-oeste de la comarca del Valle del Almanzora.
La pedanía está formada por los núcleos de Balsa de Cela, Las Clavellinas y Cruce de Cela.

## Demografía
Según el Instituto Nacional de Estadística de España, en el año 2021 Cela contaba con 370 habitantes censados, lo que representa el 48,19% de la población total del municipio. Se distribuyen de la siguiente manera:
| Unidad poblacional | Hab. |
| ------------------ | ---- |
| Balsa de Cela      | 172  |
| Las Clavellinas    | 125  |
| Cruce de Cela      | 62   |
| diseminado         | 11   |
| TOTAL              | 370  |

## Espacios naturales

### Manantial
En la pedanía se encuentra el manantial de aguas termales de Balsa de Cela, situado a 3,5 km hacia el norte de Tíjola, a una altitud sobre el nivel del mar de 720 m.
Las aguas emergen de manera natural con un caudal constante de 42 litros por segundo y una temperatura que se mantiene en las distintas épocas del año entre 22 °C y 24 °C. Estas aguas tienen propiedades medicinales para distintos tipos de enfermedades, caracerísitcas de estas aguas ya conocidas desde la época romana.
El nacimiento de agua ha sido transformado en una piscina, conocida como balsa de Cela, que se divide por el límite entre los municipios de Lúcar y Tíjola. Sus dimensiones son cuadradas, de 50 m de lado, con una profundidad que varía desde los 50 cm hasta los 2 m. En 1996 fue remodelada por última vez, siendo ampliada y mejorada.
Aunque originalmente fue utilizada como abrevadero, hoy las aguas de la Fuente de Cela riegan la vega de los municipios de Lúcar, Tíjola y Armuña de Almanzora. También constituye actualmente un lugar de baño público para los habitantes de los alrededores, especialmente durante los meses de verano.